# Grodzisko (Ukraina)
Grodzisko (ukr. Городисько) – wieś w rejonie samborskim (wcześniej w rejonie starosamborskim) obwodu lwowskiego Ukrainy. Miejscowość liczy około 131 mieszkańców. Leży nad rzeką Wyrwą. Podlega nowomiejskiej silskiej radzie.
W połowie XIX wieku właścicielem posiadłości tabularnej w Grodzisku był Kajetan Guzkowski.